# Parc de la Fossette
Le parc de la Fossette est l'un des vingt parcs et jardins de Caen qui apporte ses 4 hectares d'espace vert sur les 500 de la commune. Situé au nord, dans le quartier de la Folie Couvrechef, ce parc est idéalement conçu pour les entrainements sportifs. Un circuit de 600 mètres entre arbres et pelouses est proposé aux coureurs. Des aires de jeux sont également à disposition des plus petits.